# Bataille de Studzianki
Seconde Guerre mondiale
La bataille de Studzianki oppose du 9 au 16 août 1944  les forces allemandes aux forces polonaises et soviétiques à Studzianki en Pologne. Il s'agit de la plus grande bataille de chars polonais sur le Front de l'Est[réf. souhaitée].

## Contexte historique
Le 1er août 1944 le premier front biélorusse de l'Armée rouge traverse la Vistule près de Mniszew et Ryczowół et établit une tête de pont de Warka-Magnuszew. Le 3 août le 101e régiment de la 35e division de Garde soviétique prend le village de Studzianki et arrive à Głowaczów. Les Allemands envoient en renfort la Division Hermann Göring dans le but de stopper l'avancée soviétique. Le 6 août les unités polonaises dont la 1re brigade blindée, la 3e division d'infanterie (pl) et la 2e division d'infanterie commencent leur marche en direction de la tête de pont.

## Déroulement de la bataille
Le 9 août les premiers chars polonais atteignent la rive gauche de la Vistule, en même temps les Allemands reprennent Grabnowola et approchent Studzianki. L'avancée allemande est stoppée par la 3e compagnie de la 1re brigade blindée et le 11 août les Allemands sont définitivement rejetés du village après l'attaque de la 1re compagnie de chars. Grâce à cette manœuvre une brèche dans les positions polonaises et soviétiques est fermée trois jours plus tard. Des combats féroces continuent, le carrefour à proximité de Studzianki passe de main en main sept fois. Finalement le 15 août les forces allemandes sont encerclées et détruites.
La bataille n'en est pas finie pour autant. La liquidation des unités allemandes isolées dure encore quelques jours. L'étape suivante est le franchissement de Pilica.

## Bilan
Durant la bataille les forces polonaises perdent 484 hommes, 1459 sont blessés, 18 chars sont détruits. Les Allemands perdent 1 000 hommes et 30 chars.

## Filmographie
Les épisodes de la série télévisée polonaise Czterej pancerni i pies (« Quatre tankistes et un chien ») se déroulent pendant la bataille.